# Corona (astronomie)

De corona is zichtbaar als een lichtkrans tijdens een totale zonsverduistering op 11 augustus 1999.

De corona is de hete atmosfeer rondom de zon en andere sterren die zich uitstrekt over miljoenen kilometers boven hun chromosfeer. Zij is normaliter niet zichtbaar, maar wel tijdens een volledige zonsverduistering of met behulp van een coronagraaf. Zij is dan als een lichtkrans waarneembaar. Het overgangsgebied tussen chromosfeer en corona wordt de transitiezone van de zon genoemd. 
De temperatuur van de corona is hoger dan die van het zichtbare oppervlak van de zon – de fotosfeer. De fotosfeer heeft namelijk een temperatuur van rond de 6000 K, terwijl de corona een temperatuur heeft van rond de 1.000.000 K. De hoge temperatuur van de corona is jarenlang een raadsel geweest, omdat zij die temperatuur blijkbaar niet aan de fotosfeer onttrekt. Een van de veronderstellingen is dat haar energie afkomstig is van de magnetische velden in de actieve gebieden van de zon die energie uitstoten. Een andere veronderstelling uit 2017 is dat de hoge temperatuur ten dele wordt veroorzaakt door spiculen van type II die heet plasma van ongeveer 10 miljoen graden dumpen in de corona.
De corona varieert met de zonnecyclus. Tijdens rustige periodes is duidelijk te zien dat de corona lange serpentines vertoont die van de zon af gericht zijn in een patroon als van een magnetisch veld. Bij zeer hoge activiteit is de corona helderder en vertoont zij coronale gaten met spiralen en bogen boven protuberansen en zonnevlammen. Coronale gaten zijn donkere vlekken in de corona met een lagere temperatuur dan hun omgeving waaruit de zonnewind stroomt. De zonnewind is een snelle stroom van elektronen en protonen, en zij beïnvloedt de magnetische velden van de planeten.

## F-corona
Het gaat hier om de Fraunhofer-corona of stofcorona, dat deel van de buitencorona van de zon, zich misschien buiten de aardbaan uitstrekkend, waarneembaar in het zodiakaallicht. Het licht is door stofdeeltjes verstrooid zonlicht met Fraunhoferlijnen in het spectrum, temperatuur bij de aardbaan circa 300 kelvin.

## K-corona
De K-corona is een corona met een continu spectrum en behoort tot de buitencorona van de zon, zich uitstrekkende buiten de aardbaan en bestaande uit elektronen, protonen en heliumkernen. Het licht ontstaat door lichtverstrooiing dat veroorzaakt wordt door vrije elektronen. De temperatuur bij de zon bedraagt 1 miljoen kelvin, in de buurt van de aarde tienduizenden kelvin.

## L-corona
De L-corona is een corona met emissielijnen en behoort tot de binnencorona van de zon. Zij strekt zich uit tot een halve zonneradius boven het zonsoppervlak. Het licht wordt veroorzaakt door de uitstoot van hooggeïoniseerde gassen met een temperatuur van 1 miljoen kelvin.

## Polarisatieverschijnsel
Met behulp van een lineair polarisatiefilter kan, gedurende een totale zonsverduistering, de tangentiële polarisatie van de corona worden waargenomen. De maximale polarisatie bedraagt 40% en bevindt zich vanaf de zonnerand gemeten op een kwart van de zonsdiameter. Op grotere afstand van de zon wordt de polarisatiegraad geleidelijk minder.